# Józefowo (powiat złotowski)
Józefowo – wieś w Polsce położona w województwie wielkopolskim, w powiecie złotowskim, w gminie Złotów. 
W latach 1975–1998 miejscowość administracyjnie należała do województwa pilskiego.
Rodzaj miejscowości z część wsi Radawnica na wieś zmieniono 1.01.2021 r.